# 140 Midi 4101 à 4140

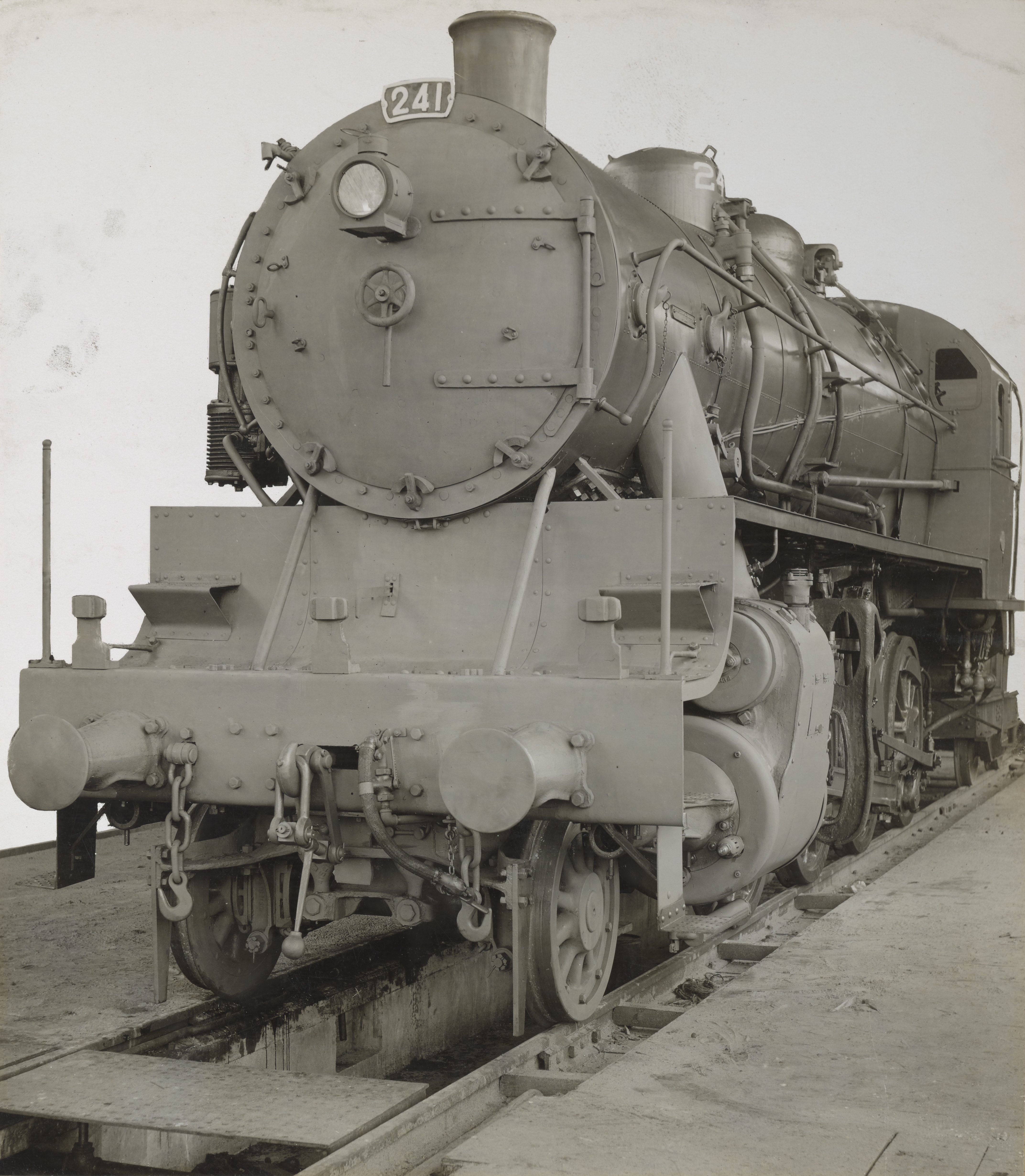
Locomotive en 1917

Les 140 Midi 4101 à 4140  sont des locomotives de type Consolidation construites par Alco en 1917 à Schenectady (NY) aux États-Unis et utilisées sur le réseau de la Compagnie des Chemins de fer du Midi.

## Histoire
Les locomotives font partie d'une série de 150 exemplaires, commandées en 1917 par le gouvernement américain pour être utilisées sur le sol français. Elles sont livrées[Où ?] en 1918 et 1920 et réparties entre 3 compagnies: le PO (76 unités), le PLM (29 unités) et le Midi (40 unités).
Cette compagnie les immatricule dans la série 140-4101 à 4140. Leur utilisation est limitée aux trains de marchandises, de messageries et aux trains de pèlerins . 
En 1938, lors de la création de la SNCF, elles deviennent 140 H 801 à 840. 
En 1948, dans le cadre du regroupement des séries, elles sont mutées sur la région Ouest avec:
- les 140 PO 7001 à 7076;
- les 140 PLM 971 à 999.

Elles rejoignent alors les  140 État 140-501 à 600 et 1001 à 1045

## Description

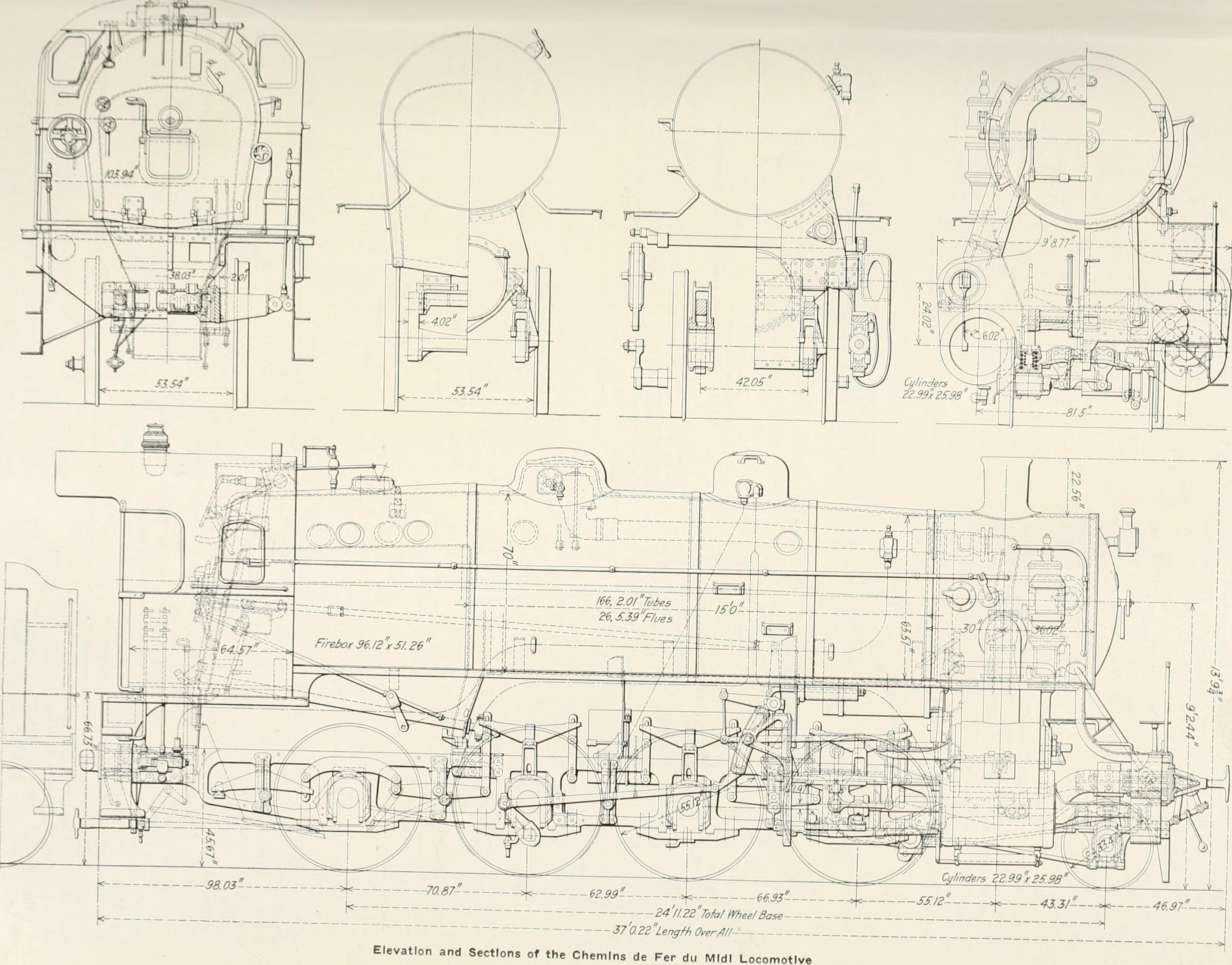
Schéma technique paru dans "Railway mechanical engineer" de 1916

Ces machines sont construites selon une conception américaine. Le châssis est à barres et la chaudière est du type « wagon top » à foyer débordant. Elle est munie de la surchauffe.

## Caractéristiques
Pression de la chaudière : 12 bar (1,2 MPa)
Surface de grille : 3,17 m2
Surface de chauffe : 169,3 m2
Surface de surchauffe : 47,43 m2
Diamètre et course des cylindres: 584 x 660 mm
Diamètre des roues motrices : 1 400 mm
Diamètre des roues du bogie : 832 mm
Masse à vide : 66,7 t
Masse en ordre de marche : 74,5 t
Masse adhérente :65 t
Longueur hors tout : 11,408 m
Vitesse maxi en service : 80 km/h